# 換算質量
換算質量（かんさんしつりょう、英語: reduced mass）とは、ニュートン力学の二体問題において用いられる有効な慣性質量のことである。質量の次元を持つ量であり、二体問題を一体問題であるかのように扱うことを可能にする。換算質量はよくギリシャ文字{\displaystyle \mu }を使って示される。
換算質量は2つの質量の調和平均の半分であり、常に2物体それぞれの質量以下となる。ただし、重力の大きさを決める重力質量自体が減っているとみなせるわけではない。一方の質量を換算質量で置き換えた場合、他方を2物体の質量の和に置き換えれば、計算上は重力を正しく表せる。

## 二体問題における換算質量
質量{\displaystyle m_{1}}と{\displaystyle m_{2}}を持つ2つの物体があり、重心の周りを回転している。この問題と等価な一体問題は、物体2を位置の基準とし、物体1の質量を換算質量
{\displaystyle m_{\text{red}}=\mu ={\cfrac {1}{{\cfrac {1}{m_{1}}}+{\cfrac {1}{m_{2}}}}}={\cfrac {m_{1}m_{2}}{m_{1}+m_{2}}}}
に置き換え、重力はもとの2つの物体の間に働くものと同じとして物体1の位置を求める問題である。
これは簡単に証明することができる。ニュートンの第2法則を用いると、物体2によって物体1に及ぼされる力は以下のようになる。
{\displaystyle F_{12}=m_{1}a_{1}}.
物体1によって物体2に及ぼされる力も同様に
{\displaystyle F_{21}=m_{2}a_{2}}
である。
ニュートンの第3法則に従うと、すべての作用に対して大きさの等しい逆向きの反作用があるので、
{\displaystyle F_{12}=-F_{21}.}
である。したがって
{\displaystyle m_{1}a_{1}=-m_{2}a_{2}}
であり
{\displaystyle a_{2}=-{m_{1} \over m_{2}}a_{1}}
である。
2つの物体の間の相対的な加速度は、以下のように与えられる。
{\displaystyle a=a_{1}-a_{2}=\left({1+{m_{1} \over m_{2}}}\right)a_{1}={{m_{2}+m_{1}} \over {m_{1}m_{2}}}m_{1}a_{1}={F_{12} \over m_{\text{red}}}}.
したがって物体1は、物体2の位置を基準にして、換算質量と同じ質量を持った物体と同じように動く。
重力の公式を使うと、物体2に対する物体1の位置は、2物体の質量の和と同じ質量を持つ物体の周りを公転している非常に小さな物体の位置と同じ微分方程式によって支配されていることがわかる。なぜなら
{\displaystyle {m_{1}m_{2} \over m_{\text{red}}}=m_{1}+m_{2}.}
だからである。
また、
{\displaystyle m_{1}m_{2}=(m_{1}+m_{2})m_{\text{red}}}
より
{\displaystyle F=G{m_{1}m_{2} \over r^{2}}=G{(m_{1}+m_{2})m_{\text{red}} \over r^{2}}}
よって、一方の質量を換算質量で置き換えた場合、他方を2物体の質量の和に置き換えれば、計算上は重力を正しく表せる。

## より一般的な換算質量
「換算質量」という言葉はより一般的に、次のような形の代数項を指すことがある。
{\displaystyle x_{\text{red}}={1 \over {1 \over x_{1}}+{1 \over x_{2}}}={x_{1}x_{2} \over x_{1}+x_{2}}}.
これを拡張することで、次のような形の式を簡略化することができる。
{\displaystyle \ {1 \over x_{\text{eq}}}=\sum _{i=1}^{n}{1 \over x_{i}}={1 \over x_{1}}+{1 \over x_{2}}+\cdots +{1 \over x_{n}}}.
このような換算質量は、並列につながれた複数の電気的、熱的、水圧的、あるいは力学的な抵抗などの要素の関係式にも用いられる。それらの関係式は、要素をつなぐ連続の方程式と同様に、要素の物理的な特性によって決定されるものである。